# Février 1779

## Événements

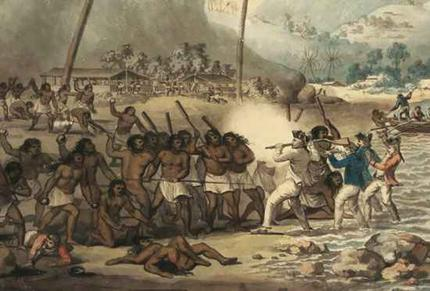
14 février : la mort de James Cook.

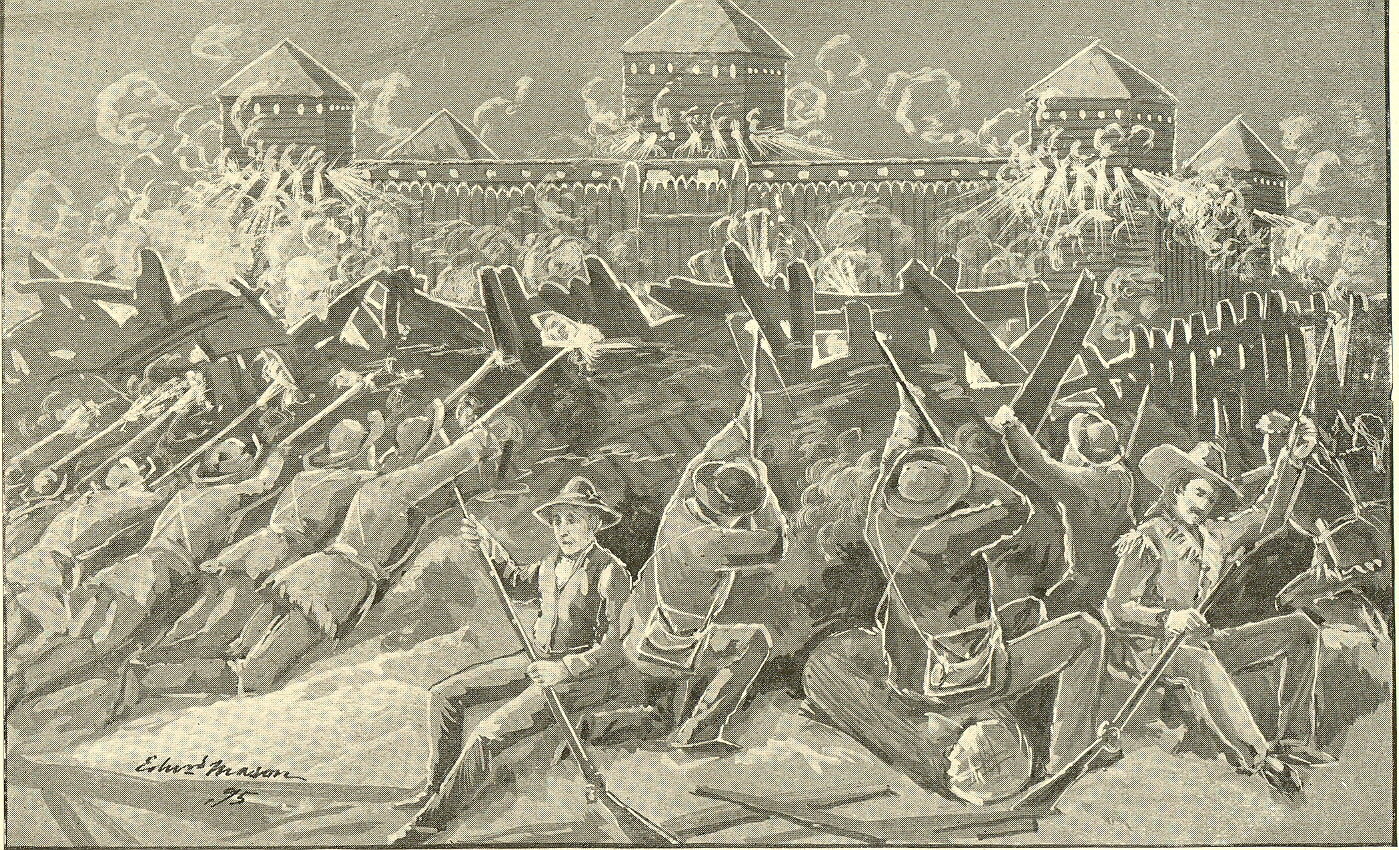
23 février : attaque du Fort Sackville.

- 11 février : départ d'une expédition d'exploration envoyée par le Vice-roi du Mexique Antonio María de Bucareli y Ursúa qui remonte les côtes du Pacifique jusqu'en Alaska[2].
- 14 février : l’explorateur britannique James Cook est tué par les indigènes des îles Sandwich (Hawaï)[3] durant son troisième et dernier voyage.
- 23 - 25 février : attaque et prise du Fort Vincennes, ou Fort Sackville par les troupes de Virginie au Pays des Illinois.

## Naissances
- 17 février : Emmanuel-Pierre Gaillard (mort en 1836), historien et archéologue français.

## Décès

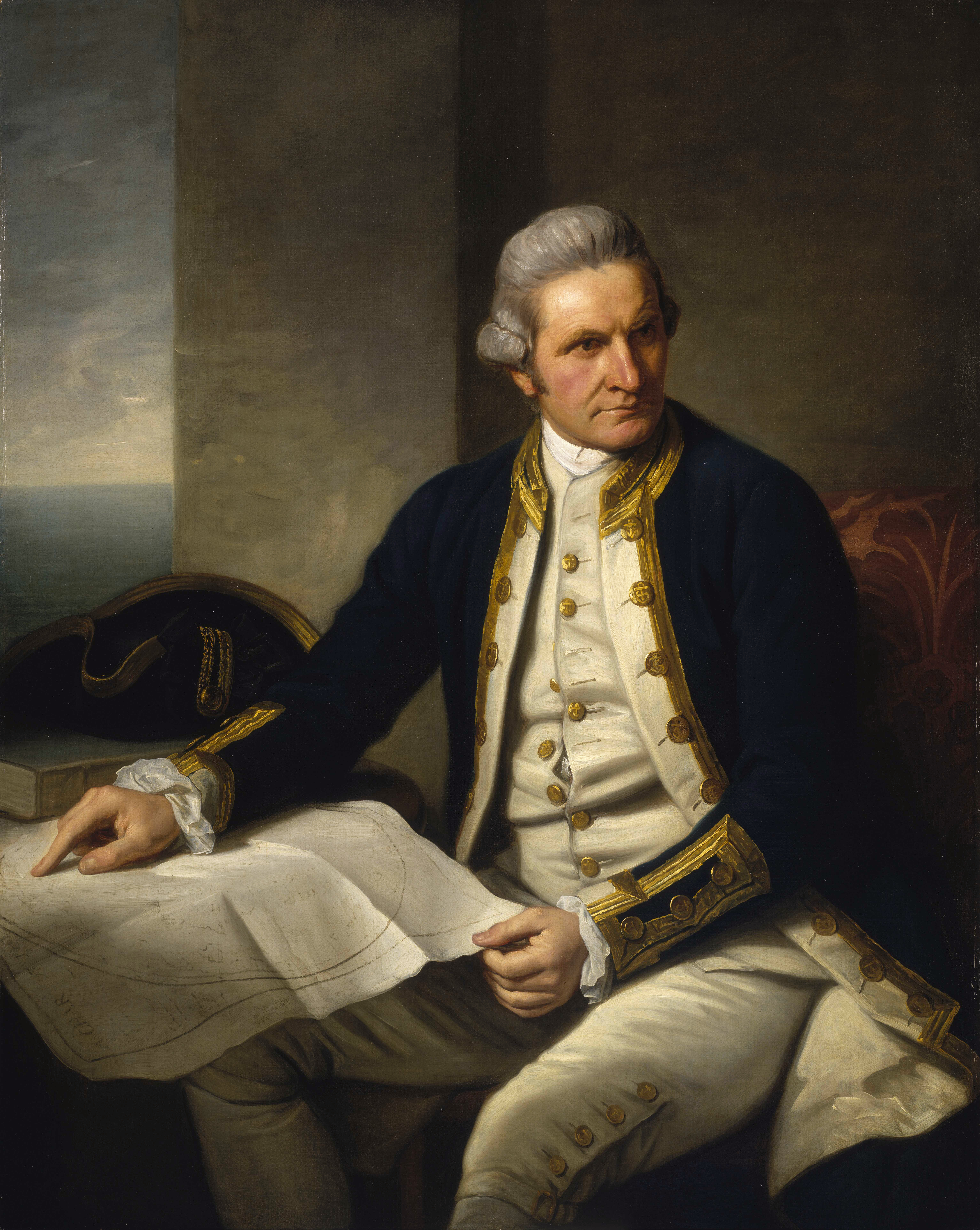
James Cook.

- 14 février : James Cook (° 7 novembre 1728), explorateur britannique.